# 8-as busz (Veszprém)
A veszprémi 8-as jelzésű autóbusz a Haszkovó forduló és a Csererdő között közlekedik. A járatot a V-Busz Veszprémi Közlekedési Kft. üzemelteti.

## Története
2017. március 1-jétől néhány járatnak a Pápai úti forduló helyett a BALLUFF volt a végállomása.
A 2019-es szolgáltatóváltást követően, január 1-jétől a V-Busz meghosszabbított útvonalon, Csatárhegy út és a BALLUFF helyett Csererdőtől közlekedteti az autóbuszvonalat. Csatárhegyre csak néhány járat tér be munkanapokon.
2019. december 15-étől a Haszkovó utcában közlekedik a Tölgyfa utca helyett. 8A jelzéssel betétjáratot is kap Haszkovó forduló és a Pápai úti forduló között.

## Útvonala
| Csererdő felé | Haszkovó forduló felé |
| --- | --- |
| Haszkovó forduló vá. – Haszkovó utca – Hold utca – Cholnoky Jenő utca – Ady Endre utca – Lóczy Lajos utca – Simon István utca – Cserepes utca – Stadion utca – Egyetem utca – Komakút tér – Iskola utca – Dózsa György utca – Szent István völgyhíd – Völgyhíd tér – Pápai út – Henger utca – Házgyári út – Csererdei út – Csererdő vá. | Csererdő vá. – Csererdei út – Házgyári út – Henger utca – Pápai út – Völgyhíd tér – Szent István völgyhíd – Dózsa György utca – Óvári Ferenc út – Megyeház tér – Komakút tér – Egyetem utca – Stadion utca – Cserepes utca – Simon István utca – Lóczy Lajos utca – Ady Endre utca – Cholnoky Jenő utca – Hold utca – Haszkovó utca – Haszkovó forduló vá. |

## Megállóhelyei
Az átszállási kapcsolatok között az azonos útvonalon közlekedő 8A busz nincsen feltüntetve.
| 0    | Haszkovó forduló végállomás         | 28   | 1, 2, 3, 4, 4A, 6, 7A, 10, 11, 18, 18A, 21                         |
| 1    | Haszkovó utca                       | 27   | 3, 4, 4A, 7A, 11, 21                                               |
| 2    | Őrház utca                          | 26   | 3, 11, 13, 21                                                      |
| 3    | Fecske utca                         | 25   | 11, 13, 21                                                         |
| 4    | Budapest út                         | 24   | 5, 6, 11                                                           |
| 5    | Vilonyai utca                       | 23   | 5, 11                                                              |
| 6    | Ady Endre utca / Cholnoky Jenő utca | 23   | 5, 7A                                                              |
| 7    | Lóczy Lajos utca                    | 22   | 5, 7A, 11                                                          |
| 8    | Hérics utca                         | 21   | 5, 7A, 11                                                          |
| 9    | Cholnoky forduló                    | 20   | 5, 7A, 11                                                          |
| 10   | Almádi út                           | 19   | 7A, 11 Helyközi buszok                                             |
| 11   | Mester utca                         | 19   | 11                                                                 |
| 12   | Füredi utca                         | 18   | 11, 22 Helyközi buszok                                             |
| 13   | Hóvirág utca                        | 18   | 4, 4A, 6                                                           |
| 15   | Komakút tér                         | 16   | 2, 4, 4A, 6 Helyközi buszok Távolsági járatok                      |
| ∫    | Megyeház tér                        | 15   | 4, 4A, 6                                                           |
| 16   | Iskola utca (↓) Petőfi Színház (↑)  | 14   | 1, 2, 3, 4, 4A, 5, 6, 10, 13, 25 Helyközi buszok Távolsági járatok |
| 17   | Harmat utca                         | 12   | 1, 2, 3, 5, 25                                                     |
| 18   | Völgyhíd tér                        | 10   | 1, 3, 5, 10, 12, 12A, 13, 25                                       |
| 19   | Pápai út 25.                        | 8    | 1, 3, 5, 10, 12, 12A, 13, 25 Helyközi buszok Távolsági járatok     |
| 20   | Pápai úti forduló (körforgalom)     | 7    | 1, 18, 21                                                          |
| 21   | Pápai út / Henger utca              | 6    | 1, 18, 21 Helyközi buszok                                          |
| 22   | Henger utca / Ipar utca             | 6    | 1, 18, 21 Helyközi buszok                                          |
| 23   | Piramis utca                        | 3    | 1, 18, 21 Helyközi buszok                                          |
| (+1) | Valeo                               | (+1) | 1, 18, 21                                                          |
| 25   | Házgyári út / Henger utca           | ∫    | 18, 21 Helyközi buszok                                             |
| 27   | Bakony Művek                        | 1    | 3, 21 Helyközi buszok                                              |
| 28   | Csererdő végállomás                 | 0    | 3                                                                  |